# Salomé Bäumlin
Salomé Bäumlin (* 24. April 1980 in Bern; heimatberechtigt in Wigoltingen und Zürich) ist eine Schweizer Künstlerin. Sie arbeitet insbesondere im Bereich Textilien.

## Werdegang
Salomé Bäumlin absolvierte 2001 die Fachklasse Bühnenbild im S11 in Solothurn. 2005 erlangte sie ein Diplom Bildende Kunst an der Hochschule der Künste Bern. Es folgte 2014 der Masterabschluss in PDM, Textile an der Hochschule Luzern.
Seit 2013 ist Bäumlin regelmässig in Marokko, wo sie in Zusammenarbeit mit Weberinnen der Amazigh ihr textiles Werk erarbeitet. Diese kooperative Arbeitsweise ist eng verbunden mit dem Interesse an kulturellem Austausch, der Verbindung zwischen traditionellen Techniken mit natürlichen Materialien und dem Aufeinandertreffen von Handwerk und Technologie. Die taktil einladenden und weichen Tapisserien weisen grafische Muster und Raster auf, deren Ursprung meist aus realen Gegebenheiten wie der marokkanischen Landschaft oder digitalen Bildvorlagen zu verorten ist. Sie verweisen auf Widersprüchlichkeiten gesellschaftlicher Strukturen, Bedingungen des täglichen Lebens, bis hin zu Details aus Kriegsbildern aus Syrien. Bäumlin verwebt globale Zusammenhänge in scheinbar wohlig anmutende Arbeiten, deren subversive politische Dimension präsent wird.
2014 gründete sie Ait Selma in Marokko und anschliessend 2015 in der Schweiz. Ait Selma bedeutet Familie des Friedens und steht für kulturelle Nachhaltigkeit, für einen umfassend nachhaltigen Prozess. Unter dem Label entstehen Auftragsarbeiten, Tapisserien und limitierte Editionen. Bäumlin ist verantwortlich für die Konzeption der Kollektionen, während die lokal ansässigen Frauen des Amazigh-Stammes Ait Ouazquite ihr spezifisches handwerkliches Können einbringen. Nachhaltigkeit und Entwicklung sind dabei zentral: es wird mit natürlichen Materialien ressourcenbewusst gearbeitet.
Bäumlin orientiert sich in ihrem Schaffen an den sieben Merkmalen der Zen-Künste: Asymmetrie, Schlichtheit, karge Erhabenheit des Alters im Wandel, Natürlichkeit, Tiefgründigkeit, frei werden von weltlicher Form und innere Ruhe, die ihre Haltung als Künstlerin stützen.
Neben textilen Arbeiten entsteht ein fotografisches, zeichnerisches, skulpturales (Objekt), installatives und performatives Werk.
Nach ihrer Ausbildung zur Bühnenbildnerin war Bäumlin an verschiedenen Theaterproduktionen in Bern, Aarau und Basel in der Ausstattung und im Kostüm beteiligt. Dabei wirkte sie auch bei Produktionen der Theaterregisseurin Meret Matter mit; bereits Bäumlins Vater Richard Bäumlin hatte mit Meret Matters Vater Mani Matter zusammengearbeitet.
Bäumlin lebt und arbeitet in Bern und Marokko.

## Künstlerbücher
- 2020: «Bildwirkerei, Tapisserie, Teppich», Ait Selma, Bern.
- 2015: ZEN, Ait Selma GmbH, Grafik: Lukas Marti, Bern.

## Ausstellungen, Sammlungen
Bäumlin ist regelmässig in Einzel- und Gruppenausstellungen vertreten, bisher unter anderem in der Galerie da Mihi (Bern), Galerie Beatrice Brunner (Bern), im Champollion 7th (Kairo), Kunstmuseum Thun und im Musée des Beaux-Arts (Lausanne).
Werke von Bäumlin sind in verschiedenen privaten, öffentlichen und institutionellen Sammlungen zu sehen, darunter der Kunstsammlung Kanton Bern oder der Sammlung der Migros Aare.
Einzelausstellungen (Auswahl)
- 2023: «Mach mal Pause», Galerie da Mihi, Bern
- 2020: «Marokko grüsst Murtensee», mit Jomini & Zimmermann Architekten, belle5, Bellerive
- 2019: «und Du denkst, die Liebe sei weiss», mit Etel Adnan, Galerie da Mihi, Bern
- 2017: «Which Side Are you on? », Galerie da Mihi, Bern
- 2015: «Silence On The Floor», mit Rudy Decelière, Galerie da Mihi, Bern
- 2014: «Temps», Grand Palais, Bern
- 2014: «Entre-Temps», Galerie Arcade, Bern
- 2014: «Frauenkunstpreis», Archivarte, Bern
- 2013: «Im Zentrum der Peripherie», Galerie da Mihi, Bern, 14.4.–10.6.
- 2011: «The Shipment contains», Theaterladen Schlachthaus, Bern, 8.–30.9.
- 2011: «Topp und Takel», Lokal-Int, Biel, 21.–27. Januar
- 2010: «Da draussen dein blaues Meer», Kaskadenkondensator, Basel
- 2010: «Pairi-da-eza», Interventionen Kidswest, Bern
- 2009: « À venir», Transitraum, Bern
- 2008: «L‘âme de Paix», Ferenbalm Gurbrü Station, Karlsruhe
- 2007: «Sitz», Saloon-Galerie, Karlsruhe
- 2006: «Eigenart», mit Carola Schmitt, Kunstverein Eisenturm Mainz, 5.nz,
- 2006: «Alpenträumer», mit Nadine Städler, Luv, Karlsruhe
- 2005: «Zwischendurch», mit Nadine Städler, 150 Jahre Ptk, Progr, Bern

Performances
- 2012: «Tankstelle», Arabische Tee-Kaffeezeremonie, Stadtgalerie, Bern
- 2005: «Wunschliste», mit Andrej Zubre, Bern
- 2004: «Dance to Sleep», mit Nadine Städler, Bern

Gruppenausstellungen (Auswahl)
- 2023: «10+10+1», Jubiläumsausstellung Frauenkunstpreis, Kunsthaus Interlaken,
- 2023: «Bantigen», Galerie Béatrice Brunner, Bern
- 2022: «Werkschau zum Jubiläum», Galerie da Mihi, Bern
- 2022: «La lumière du Midi», mit Etel Adnan, Salomé Bäumlin, Claudia Comte, Tessa Perutz, Galerie da Mihi, Bern
- 2020: «Kronos», mit Vincent Chablais, Jean Christoph Norman, Daniel Kurth, la Nef, Le Noirmont
- 2020: «Entre noir et blanc», Galerie Mayhaus, Linck Keramik, Urs Hänsenberger,
- 2019: «Liechtenstein in Bern in Liechtenstein», Engländerbau, Vaduz
- 2017: «Present(s)», Stadtgalerie Bern
- 2017: «TRANSIT – Reality», Galerie da Mihi, Bubenbergplatz, Bern
- 2015: «Living Sculptures», Zürich
- 2014: «Keine Systeme oder doch nur Zufall», Blackbox, Forum Schlossplatz Aarau
- 2012: «Mitbringsel», Stadtgalerie, Bern
- 2012: «It‘s a womans world», Frauenkunstpreis, Enter, Kunstmuseum Thun
- 2011: «Le Caire Mon Amour» I, Champollion 7th, Kairo
- 2011: «Die bunte Welt der Sammlungen», Badische Landesbibliothek, Karlsruhe
- 2010: «Hofstettenstrasse», Kunstmuseum Thun
- 2007: «Frauenkunstpreis», Progr Bern,
- 2007: «Poetics Country», Ferenbalm Gurbrü Station, Karlsruhe
- 2007: «Hold The Line», Ferenbalm Gurbrü Station, Karlsruhe
- 2006: «Funny Games», Ferenbalm Gurbrü Station, Karlsruhe
- 2006: «Und», Plattform zur Präsentation von Kunstinitiativen, Karlsruhe
- 2006: «Accrochage Vaud», Musée des Beaux-Arts Lausanne

Bäumlin hat seit 2004 an mehreren Ausstellungen der Cantonale Berne Jura teilgenommen.

## Auszeichnungen
- 2018: Förderbeitrag Herstellungsprozess Berner Designstiftung
- 2017: Ausstellungsbeitrag Berner Designstiftung
- 2014: Werkbeiträge Stadt und Kanton Bern
- 2014: Projektbeitrag der Berner Design Stiftung
- 2014: Förderpreis Vermarktung, Berner Design Stiftung
- 2014: Frauenkunstpreis
- 2014: Nomination Förderpreis Master of Arts in Design
- 2014: Nomination Zeugin-Design Stiftung
- 2011: Atelier-Stipendium Kairo, Skk/Stadt Bern
- 2011: Werkbeiträge Stadt und Kanton Bern